# Kingozi
Le kingozi est un ancien dialecte du swahili, souvent associé à la confédération ou sultanat d’Ozi, situé près de l’embouchure du fleuve Tana, entre le xve et le XVIe siècle et dont les sites sont abandonnés au XVIIe siècle. Il est considéré par la suite comme un dialecte littéraire prestigieux, utilisé notamment pour la poésie swahilie écrite en alphabet arabe, particulièrement entre Malindi et l’archipel de Lamu à partir du XVIIIe siècle.

## Origine et Histoire
Le terme « swahili » vient de l’arabe sahil, signifiant côte ou rivage. Cependant, les Bantu avaient leur propre nom pour cette langue, qui était kingozi. Le kingozi était la langue des Wangozi et est considéré, par certains auteurs, comme la plus ancienne forme du swahili accessible dans les manuscrits anciens, connue et utilisée par de nombreux poètes.

## Statut Linguistique
Le kingozi est souvent vu comme un ancêtre du swahili moderne, bien qu’il ne soit pas le proto-swahili, qui est beaucoup plus ancien. En effet, le proto-swahili est la matrice commune à tous les dialectes swahilis et son origine est située entre les VIIIe et IXe siècles. Sur le plan de la linguistique historique, le kingozi est considéré comme un dialecte swahili du Nord,. Il est situé au même niveau généalogique que les dialectes de l'archipel de Lamu: le kiamu, le kipate et le kisiu. Son apparition remonterait au XVe siècle et il est décrit comme éteint.

## Contribution à la Poésie Swahilie
Le kingozi a joué un rôle majeur dans la poésie swahilie, influençant les compositions littéraires avec son vocabulaire et ses structures grammaticales. Bien que considéré comme éteint, il laisse des traces dans le corpus poétique du groupe de Lamu. Il a enrichi le répertoire poétique des compositeurs anciens et contemporains. Les manuscrits anciens sont écrits à l'aide de l'alphabet arabe. Parmi eux, un corpus de taille importante est présenté comme écrit en kingozi ou comme incorporant des éléments en kingozi.

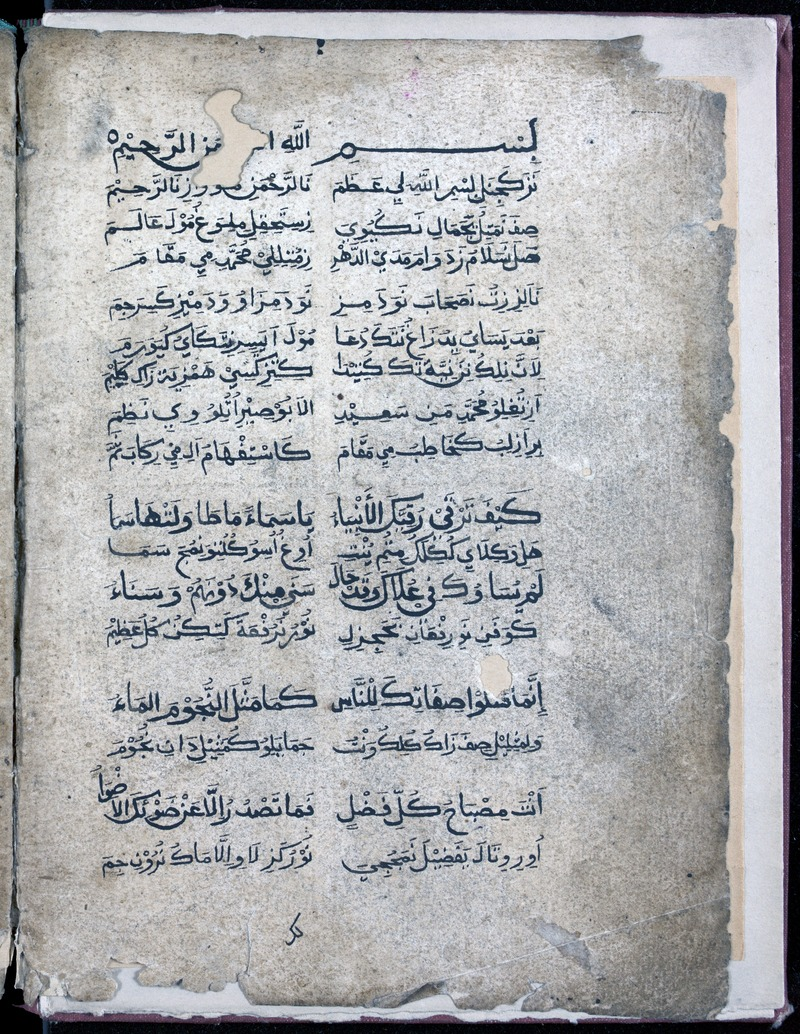
mswada wa Hamziyya

## Poètes Notables
Plusieurs poètes célèbres ont utilisé le Kingozi dans leurs œuvres. Parmi eux, Fumo Liyongo, un poète et héros légendaire  de la guerre opposant Ozi et la cité de Pate, suivant le folklore swahili et pokomo dont la tradition orale remonte entre le XVIe et le XVIIIe siècle, est particulièrement notable. Ses poèmes, souvent attribués au Kingozi, sont parmi les plus anciens exemples de poésie swahilie. Un autre exemple est la composition Hamziyya, qui est une œuvre marquante dans toute la région swahilie.

## Débats Académiques
Le statut du kingozi est débattu. Certains le voient comme la langue de l’ancienne ville d’Ozi, qui serait devenue une koinè de l'océan indien au XVIIIe siècle, de l'actuelle Somalie aux Comores,,. D’autres le considèrent comme un artefact littéraire utilisant des tournures archaïques et des mots rares empruntés à divers dialectes swahilis. En 1987, Reinhard Klein-Arendt a analysé un corpus exhaustif de manuscrits en kingozi à l'aide d'un traitement de linguistique informatique. Il isole dans ce corpus un état ancien de la langue swahilie qui pourrait correspondre au kingozi dans une forme archaïque. Mais ce n'est pas la conclusion principale de l'étude qui est que la majorité de ces manuscrits littéraires anciens « kingozi » sont écrits en dialecte kiamu ! L'état archaïsant de la langue et les formes en kiamu peuvent cohabiter dans le même texte. Cela montre la complexité et l’hétérogénéité du kingozi au niveau lexical et morphologique.

## Citations
- Ahmed Sheikh Nabhany, Mapisi ya Kiswahili (1995)[3] : « Le Kiswahili fait partie des langues bantu. Cette dénomination de swahili vient de l’arabe sahil qui veut dire côte ou rivage. Mais alors, ce nom est venu de l’arabe, est-ce à dire que les Bantu eux-mêmes n’avaient pas un nom pour s’appeler dans leur langue ? La réponse est non ! Il y en avait un et c’était les Wangozi et leur langue le Kingozi […] l’ancienne langue swahili est connue sous le nom de Kingozi et de nombreux poètes connaissaient ce nom; les compositions anciennes ont été écrites en Kingozi. »
- R.P. Charles Sacleux, Grammaire des dialectes swahili (1909)[13] : « Ce qu’on appelle le Ki-ngozi est un dialecte poétique et arcane, exclusivement littéraire, réservé à certaines poésies, à des sentences sibyllines et à quelques proverbes. Ce n’est pas un langage parlé; ce n’est pas même une variété dialectale bien tranchée, attendu que le Kingozi varie considérablement d’un auteur à l’autre. C’est en réalité une forme libre, qui vise au purisme et à l’archaïsme, puisant pour cela dans les dialectes réputés les plus fidèles à l’état primitif de la langue, en première ligne le Kigunya, secondairement le Kiamu et le Kimvita. »